# Jaktslott

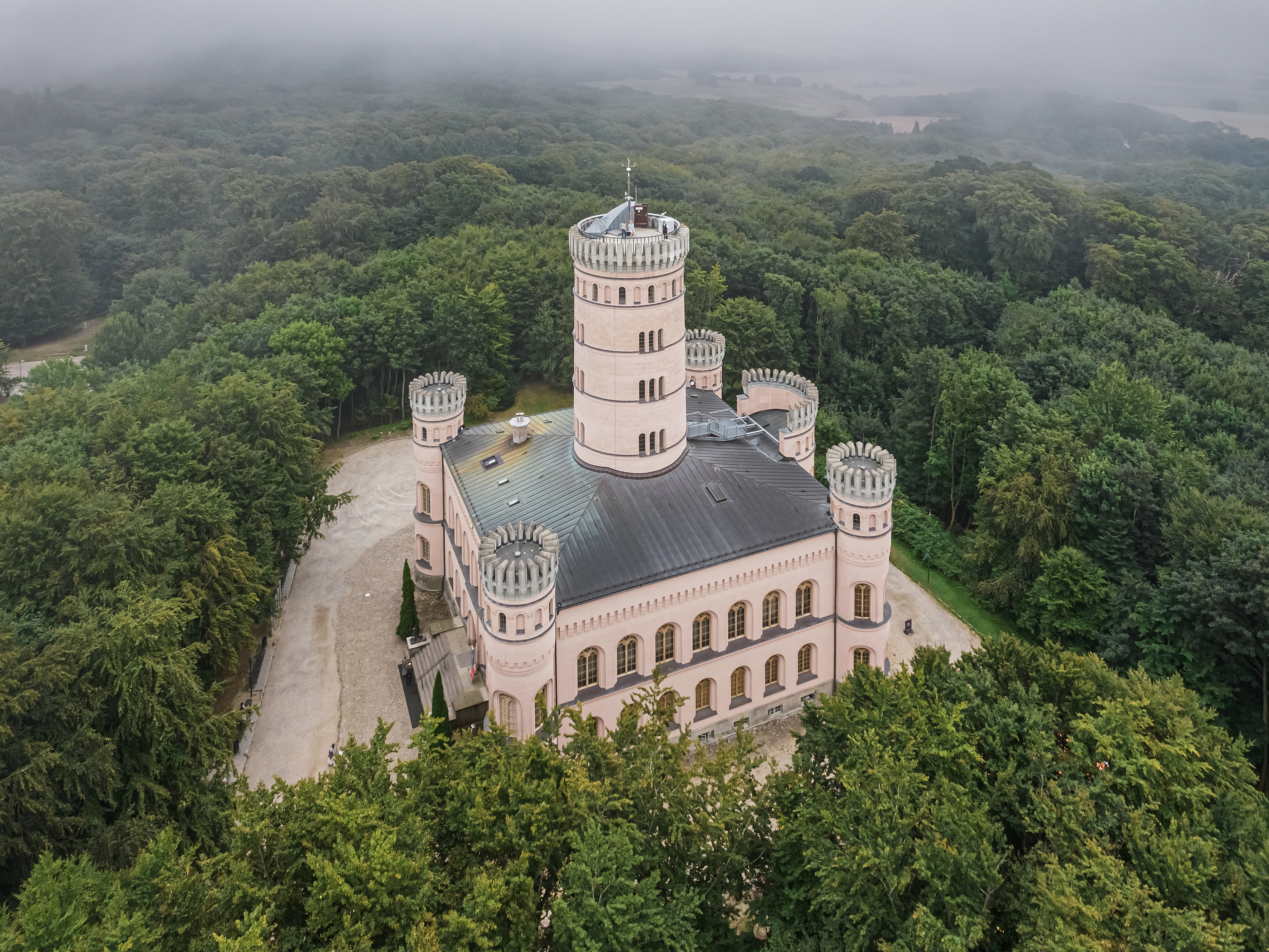
Jagdschloss Granitz på ön Rügen.

Jaktslott är slott vars ursprungliga användningsområde huvudsakligen är som bostad i samband med jakt. 
De kallas jaktslott för att de ofta inte har sällskapssalar och andra rum som vanligen förekommer i konventionella slott.
 Dessa byggnader räknas dock fortfarande som slott på grund av att de är i byggda i slottsliknande stil.

## Exempel på jaktslott
Exempel på jaktslott är Svartsjö slott, Stockeboda gård, Hadeholm, Königshaus am Schachen, Jagdschloss Grunewald och George Seatons jaktslott.
Drottning Kristinas jaktslott i centrala Göteborg är trots namnet inte ett jaktslott.